# اعتلال حركي متناقض
الاعتلال الحركي المتناقض، هي ظاهرة غالبًا ما تلاحظ لدى مرضى باركنسون، إذ يعاني هؤلاء الأفراد عادةً من صعوبات شديدة في أداء الحركات البسيطة، ولكنهم، وفقًا لهذه الظاهرة، قد يتمكنون من أداء حركات معقدة بسهولة. على وجه التحديد، ترتبط هذه الظاهرة بالمشي، وتشير إلى القدرة المفاجئة على أداء حركات سلسة ومرنة لدى أشخاص عانوا سابقًا من صعوبة في المشي. لا يحدث هذا الاكتشاف الجديد للفرد بشكل عشوائي، بل يجب تحفيزه باستخدام أنواع مختلفة من الإشارات المرئية أو السمعية.
تحرَّض هذه الظاهرة بشكل عام لتحسين حركة الأشخاص الذين يعانون من تعذر الحركة. يتضمن تعذر الحركة تغيرات في نمط المشي وتجمد المشية وفقدان التوازن. يحدث تجمد المشية في منتصف الخطوة، ما يقطع عملية المشي، ويجعل إعادة بدء الحركة صعبًا للغاية. يمكن استخدام الاعتلال الحركي المتناقض كإستراتيجية للتغلب على ذلك. يحدث فقدان التوازن عندما يواجه الشخص صعوبة في الحفاظ على وضعية قويمة، ما يؤدي في النهاية إلى سقوطه. يعتبر مرض باركنسون من الأمراض المترقية، أي تستمر أعراض المرضى في التفاقم بمرور الوقت، وغالبًا ما يؤدي لاختلافات مرئية وواضحة في مشيتهم، وهذا يؤثر بشكل كبير على نوعية حياتهم. تتضمن هذه الاختلافات تهدج الخطوات وقصرها وانخفاض في الحركة الإجمالية للجسم. لا يمكن تحريض الاعتلال الحركي المتناقض لدى كل شخص يعاني من اضطرابات الحركة. مع ذلك، في الحالات التي يمكن تحريضها، سيلاحظ تحسن ملحوظ في الحركة، كزيادة طول الخطوة وزيادة انسيابيتها وتقليل حوادث تجمد المشية وانخفاض مستوى فقدان التوازن، كذلك، قد يستطيع بعض المرضى، الذين يعانون من تجمد حركة كامل، استعادة حركتهم. في الآونة الأخيرة، استخدم الاعتلال الحركي المتناقض أيضًا لعلاج الأطفال المصابين بمتلازمة أسبرجر. يملك الأطفال المصابون بمتلازمة أسبرجر مهارات ممتازة في الرسم وصنع النماذج والبناء وألعاب الكمبيوتر، ولكنهم يواجهون، في غالب الأحيان، صعوبة في أداء المهام الحركية اليومية، كالمشي أو التقاط الكرة. وفي الوقت الحالي، يدرس الباحثون إمكانية استخدام هذه الظاهرة، لمساعدة هؤلاء الأفراد في تركيز انتباههم وتحسين كفاءتهم أثناء أداء هذه المهام الحركية البسيطة.

## نبذة تاريخية
أجرى الباحث جيمس مارتن إحدى الدراسات الأولى حول الاعتلال الحركي المتناقض في عام 1967. فحص مارتن تأثيرات الإشارات البصرية المختلفة لتسهيل عملية المشي الطبيعية، ولاحظ أن الخطوط المستعرضة، التي يبلغ عرضها بوصة أو بوصتان، والألوان المتباينة أدتا إلى أقصى تأثير مسجل في الدراسة. درس مارتن أيضًا تأثير العقبات المختلفة والخطوط المتنوعة ودرجات التباين العديدة والمنبهات الخارجية على الاعتلال الحركي المتناقض. منذ نشر هذه الدراسة الأولية، أحرز الباحثون تقدمًا في دراسة هذه الظاهرة وطرق تحريضها. ما يزال الموضوع جديد إلى حدٍّ ما في المجال البحثي، وما زلنا نحتاج المزيد من الأبحاث المستقبلية لفهمه تمامًا.

## آلية العمل
لا توجد حاليًا آلية معروفة لشرح الاعتلال الحركي المتناقض، ولكن يعتقد أنها سمة طبيعية في الجهاز الحركي. ما يزال سبب سهولة الحركة المفاجئة غير واضح تمامًا وموضوع بحث لم يدرس بعد من ناحية الفيزيولوجيا الكهربائية. يوجد بعض الفرضيات المفسرة لذلك، ولكنها ما زالت قيد الدراسة في الوقت الحالي، وهن:
استجابة راجعة إضافية للدماغ
يعاني الأفراد المصابون بمرض باركنسون من نقص في خلايا الدوبامين، وهذا يؤدي إلى صعوبة الحركة. قد يساعد تقديم استجابات راجعة إضافية للدماغ في التغلب على المشكلات التي يعاني منها الأفراد في نظام الإشارات الداخلي.
دارات في الدماغ
يعتقد أن الإشارات البصرية تنشط مسارات حركية معينة في الدماغ. تسمح هذه المسارات بتجاوز الدارات التالفة في مرض باركنسون، ما يؤدي إلى وظيفة حركية طبيعية. يجري حاليًا استكشاف المسار الحسي-الحركي المخيخي لمحاولة إثبات هذه الفرضية.
جزء من بدء العملية وليس المسار
إذا كانت الدارات الدماغية لا تلعب دورًا في تحريض الاعتلال الحركي المتناقض، فيجب دراسة الخطوة المطلقة لهذه الظاهرة للحصول على تفسير محتمل. قد يكون توليد تنبيهات عصبية إضافية داخل الدماغ تفسير محتمل لتحسن الحركة المشاهد في هذه الحالة.
نمط جيني محتمل
قد يجعل امتلاك نمط جيني ما بعض الأفراد أكثر قدرة على تطوير هذه الظاهرة، ولكن لا يوجد أبحاث جارية حول هذه الفرضية في الوقت الحالي. وبشكل عام، يصعب دعم هذه الفكرة بالأبحاث العلمية.

## الفوائد
بات معروفًا التغيير الجذري الذي يطرأ على نمط حياة المصابين بمرض باركنسون نتيجةً لأعراضه. يصنف هذا المرض ضمن الاضطرابات المترقية، وفيه تستمر الأعراض في التفاقم دائمًا، ونادرًا ما يلاحظ المرضى تحسنًا. تعتبر قدرة الشخص على المشي أحد المجالات التي يطرأ عليها اختلاف واضح وكبير. بسبب هذه التغييرات الجذرية في المشي، يعاني المرضى من صعوبة إكمال المهام المنزلية البسيطة بشكل مستقل. يعاني مرضى باركنسون، في معظم الأحيان، من العزلة الاجتماعية لأنهم يشعرون بالحرج من أعراضهم، أو قد تمنعهم أعراضهم من مغادرة المنزل. مع تفاقم الأعراض، ينخفض النشاط البدني، ما يعرض هؤلاء الأفراد لارتفاع خطر الإصابة بالعديد من الأمراض الأخرى، كأمراض القلب مثلًا. من خلال الاعتلال الحركي المتناقض، يستطيع المريض تحسين قدرته على المشي بشكل كبير، عبر تحسين أحد جوانب هذه العملية أو حتى جميعها، وهذا يتضمن: زيادة طول خطوة وانسيابية أكبر في الحركة وزيادة تأرجح الذراع وانخفاض تهدج الخطوات وتقليل حوادث تجمد المشية وانخفاض مستوى فقدان التوازن. تحسن جميع الجوانب آنفة الذكر من قدرة الشخص على الحركة وتساهم في تحسين نوعية حياته. يصبح المرضى قادرين على إكمال المزيد من المهام المنزلية بشكل مستقل، لأن الحركة عبر المداخل والممرات أصبحت أسهل، فضلًا عن زيادة انخراطهم في الأنشطة المجتمعية. يميل الأشخاص الذين يعانون من مرض باركنسون إلى المعاناة من أحد أشكال الاكتئاب بعد تشخيص المرض، ولكن مع الاعتلال الحركي المتناقض، يمكن التغلب على هذا الأمر.
مقارنةً بالخيارات المتاحة الأخرى، يبدو أن الاعتلال الحركي المتناقض أحد أفضل أشكال العلاج أو استراتيجيات الإدارة المستخدمة للتعامل مع هذا المرض. لا تكون الخيارات المتاحة حاليًا لعلاج تعذر الحركة فعالة دائمًا، وتميل آثارها إلى التلاشي بسرعة. تعتبر الأدوية الدوبامينية، التي تعوض نقص الدوبامين، أشيع الأشكال العلاجية لمرض باركنسون. لم تكن هذه الأدوية مفيدة لغالبية المرضى، وفي معظم الحالات، سببت آثار جانبية سلبية طويلة المدى. في معظم الأحيان، تستجيب أعراض تجمد المشية وفقدان التوازن بشكل سيئ، وغالبًا بشكل متناقض، لهذا النوع من الأدوية. تعتبر جراحة الدماغ من الاستراتيجيات الممكنة لتدبير الآثار الجانبية، ولكنها مزعجة للغاية ومتوغلة. تؤدي العديد من العمليات الجراحية إلى إزعاج شديد للمريض، ولا تفيده في معظم الأحيان. يشكل التحفيز العميق للدماغ أحد الخيارات العلاجية الممكنة أيضًا، وقد أثبت فعاليته في كثير من الحالات. يبدو أن التحفيز العميق للدماغ من الخيارات العلاجية الواعدة جدًا، ولكنه موضوع بحث شديد الحداثة، وقد يحمل مضاعفات خطيرة. لهذا السبب، لا يعتبر الخيار العلاجي الأساسي في الوقت الحالي.